# Isodontia mexicana
Isodontia mexicana (de Saussure, 1867) è un imenottero apoideo della famiglia Sphecidae.

## Descrizione
La lunghezza di queste vespe è in media di 18 mm. Le femmine, come in molti Sphecidae, sono più grandi dei maschi.

Il corpo è di colore nero, con addome collegato al torace da un sottile pedicello; sul torace sono presenti lunghi peli biancastri. Le ali sono di colore bruno-nerastro. Le larve sono di colore giallo-crema.

## Distribuzione e habitat
È una specie tipica dell'America centrale e del Nord America che sta piano piano invadendo il continente europeo.

È stata segnalata per la prima volta in Francia nel 1962 e si è ipotizzato che possa aver raggiunto l'Europa durante la seconda guerra mondiale, probabilmente viaggiando come "clandestina" nelle navi militari americane. In Italia è stata segnalata per la prima volta nella seconda metà degli anni ottanta e si sta ancora diffondendo grazie probabilmente alla mancanza di predatori o parassiti.

## Biologia

### Alimentazione
Le larve sono carnivore e si nutrono prevalentemente di ortotteri: Oecanthus spp. (Gryllidae),  Conocephalus spp. (Tettigoniidae).

### Riproduzione
Dopo l'accoppiamento la femmina nidifica, spesso nel cavo delle canne o in altre cavità lignee preformate, all'interno delle quali, utilizzando foglie secche e fili d'erba, crea 1-6 partizioni per accogliere le singole larve. Una volta completata la preparazione del nido si dedica alla cattura di una preda, prevalentemente ortotteri, e dopo averla paralizzata con il proprio pungiglione, la conduce all'interno del nido. Solo a questo punto effettua la ovodeposizione. Le larve, uscite dalle uova, si nutrono della preda, paralizzata ma ancora viva; dopo 4-6 giorni si impupano e completano lo sviluppo in questo stadio in 2-3 settimane. Gli adulti fuoriescono dai nidi ad inizio dell'estate, i maschi in genere precedono le femmine.